# Грималюк Данило Дмитрович
Данило Дмитрович Грималюк (1892, с. Тишківці, тепер Городенківська міська громада, Івано-Франківська область  — 12 грудня 1919, с. Ялтушків, тепер Барська міська громада, Вінницька область) — співак і диригент, український військовик, старшина УСС і УГА.

## Життєпис
Народився 21 грудня 1892 р. у селі Тишківці (нині — Городенківського району Івано-Франківської області. У 1914 р., після закінчення навчання у Коломийській гімназії, став студентом фізико-математичного факультету Львівського університету. Був активним членом молодіжного товариства «Січ».
З початком Першої світової війни добровольцем вступив у легіон УСС. Перше бойове хрещення отримав у боях на горі Маківка з російськими військами і був нагороджений медаллю «За хоробрість». В Бою за гору Лисоня пораненим потрапив до російського полону.
У лютому 1917 року втік із полону до Києва, приєднався до Першого куреня Січових Стрільців у званні хорунжого. Брав участь у придушенні більшовицького повстання на заводі «Арсенал» та в боях на околицях Києва.
Восени 1918 року отримав від управи Українських Січових Стрільців завдання встановити українську владу в містечках і селах Городенківщини — це були перші листопадові дні утворення Західної Української Народної Республіки (ЗУНР). Грималюк, за допомогою студентів і свідомої сільської молоді, за кілька днів очистив Городенківський повіт від австрійської жандармерії. Він організував групу юнаків і разом із ними вступив до новоствореної Української Галицької Армії (УГА). Брав участь у другому поході проти більшовиків на Київ. У цих боях командував сотнею. 
У так званому «чотирикутнику смерті» захворів на тиф. Помер в місті Ялтушків. 

## Вшанування
В його пам'ять батьки побудували каплицю, у грудні 1992 року — в річницю його смерті — було відкрито меморіальну дошку, названо його іменем одну із вулиць села та присвоєно звання — почесний громадянин c. Тишковець.